# دیانا گانسکی
دیانا گانسکی (آلمانی: Diana Gansky؛ زادهٔ ۱۴ دسامبر ۱۹۶۳) پرتاب‌گر دیسک زن اهل آلمان است.